# Yong-myeon
Yong-myeon (koreanska: 용면)  är en socken i Sydkorea. Den ligger i kommunen Damyang-gun i provinsen Södra Jeolla, i den södra delen av landet, 240 km söder om huvudstaden Seoul.